# Mosquée al-Jawali
La mosquée al-Jawali  ou mosquée Amir Sanjar al-Jawli se trouve dans la ville d'Hébron, en Cisjordanie. Elle fait partie intégrante du sanctuaire de la mosquée d'Abraham (tombeau des Patriarches), situé dans l'angle sud-ouest de la vieille ville. 
La mosquée al-Jawali borde le mur extérieur nord-est de l'enceinte du sanctuaire de la mosquée d'Abraham,. 
Les façades restantes de la mosquée sont taillées dans la pierre et l'édifice n'est pas visible de l'extérieur. La mosquée al-Jawali et la mosquée d'Abraham sont tenues mitoyennes par une corridor qui longe la salle de prière de cette dernière.
La partie centrale de la salle de prière d'al-Jawali est couverte par dôme en pierre dont les coins sont décorés de muqarnas. Le mihrab, taillé dans les murs de la qibla dans la partie sud-est de la mosquée, est recouvert de tuiles de marbre et de gravures teintes. Le mihrab est aussi surmonté d'un demi-dôme orné de marbre. 

## Historique
La mosquée al-Jawali est construite sur l'ordre du gouverneur mamlouk de Gaza et de Palestine, Sanjar al-Jawli, entre 1318 et 1320 pendant le sultanat d'An-Nâsir Muhammad ben Qalâ'ûn. Al-Jawli, qui a donné son nom ) la mosquée, l'a fait édifier pour agrandir l'espace de prière des fidèles de la mosquée d'Abraham. La mosquée est construite dans un style architectural alépin. L'historien égyptien du XVe siècle Ahmad al-Maqrîzî constate que le plafond de la mosquée est fait de « pierre magnifiquement polie ». 
Selon l'homme d'Église anglais Arthur Penrhyn Stanley, la mosquée al-Jawali est construite sur la tombe de Juda, qui a été détruite lors des travaux.